# Pauh (Moro)
Pauh is een bestuurslaag in het regentschap Karimun van de provincie Riau-archipel, Indonesië. Pauh telt 1.192 inwoners (volkstelling 2010).